# Yin y yang
El yin y el yang (en chino, 阴阳; pinyin, yīnyáng; literalmente, ‘oscuro-brillante’) son dos conceptos del taoísmo, que son usados para representar o referirse a  las dos fuerzas fundamentales opuestas y complementarias, pero interconectadas, que se encuentran en todas las cosas; y que esta filosofía atribuye a todo lo existente en el universo. El yin es el principio femenino, la tierra, la oscuridad, la pasividad y la absorción. El yang es el principio masculino, el cielo, la luz, la actividad y la penetración.
Según esta idea, cada ser, objeto o pensamiento posee un complemento del que depende para su existencia y que a su vez existe dentro de él mismo. De esto se deduce que nada existe en estado puro ni tampoco en absoluta quietud, sino en una continua transformación. Además, cualquier idea puede ser vista como su contraria si se la mira desde otro punto de vista. En este sentido, la categorización solo lo sería por conveniencia. Estas dos fuerzas, yin y yang, serían la fase siguiente después del tao, principio generador de todas las cosas, del cual surgen. Así, el Taoísmo sugiere que el Yin y Yang no existen por separado, sino que forman un todo completo y armónico. La idea es que, en lugar de verlos como opuestos absolutos (dualidad), debemos verlos como dos aspectos de un mismo todo (de no dualidad) que están interconectados y forman un todo completo y armónico al tener su origen en el Tao.
Esta doctrina es fundamental dentro de la medicina china tradicional.

## Origen
En el marco de las cien escuelas de pensamiento chino, Zou Yan, fundador de la escuela de yin-yang, sistematizó de forma clara la doctrina del Yin-Yang por primera vez, a pesar de que fue absorbida rápidamente por la doctrina del taoísmo.
El significado originario de los términos yīn (陰) y yáng (陽) no se conoce con exactitud. El carácter chino tradicional transcrito modernamente como yīn (traducido frecuente como ‘oscuro, sombrío’), representa la parte norte, nubosa, de una montaña, mientras que en el simplificado (阴) aparece el carácter de ‘luna’ (月，yuè). El nombre en chino antiguo de ambos caracteres era bastante diferente, la reconstrucción de Baxter-Sagar para ambos es 陰 /*ˤreŋ/ y 陽 /*laŋ/. El carácter tradicional de 陽 representa el lado sur, soleado, de una montaña; en el simplificado (阳) aparece ‘sol’ (日, rì). Así parece estar de acuerdo el filósofo Wing-Tsit Chan que asocia a tales términos los fenómenos naturales de la nubosidad que cubre al sol y al brillo del mismo astro. Por su parte, Mircea Eliade cita a Marcel Granet al afirmar que el término yīn se encuentra relacionado con el tiempo frío, lo cubierto y lo interior; y yang sugiere las ideas de lo soleado y el calor.
Estos conceptos seguramente tienen sus orígenes en las antiguas religiones agrarias. La representación de pares de fuerzas antagónicas complementarias se encuentra atestiguada desde la época de bronce en la antigua China, correspondiendo a los hallazgos arqueológicos de la dinastía Shang.
A decir de Suzuki, el "dualismo" básico fue el primer esbozo de filosofía china cuya antigüedad se encuentra señalada por su inclusión en el antiguo libro oracular I Ching cuyos textos más antiguos se remontan al segundo milenio antes de Cristo y el cual basa muchos de sus aforismos sobre la base de la oposición de conceptos antagónicos: fuerza-debilidad, alto-bajo, rigidez-flexibilidad, etcétera, representados por una línea continua (masculino) y una trunca (femenino) que forman los triagramas para la adivinación.
Aunque el concepto del yīn (陰) y yáng (陽) existe en el confucionismo, es especialmente importante dentro del taoísmo. En el Dao de jing los términos aparecen solamente una vez (en el capítulo 42), pero todo el libro está lleno de otros conceptos que lo explican. Los hexagramas del I ching también están basados en esta doctrina.
A nivel del Taoísmo religioso, el origen del yin y yang se asocia a la aparición de las deidades denominadas Los Tres Puros. De acuerdo a ello, cuando la deidad Yuanshi Tianzun (la representación del Taiji) se manifestó en la deidad Lingbao Tianzun; esta deidad fue la encargada de separar el Yang del Yin, lo claro de lo turbio; y de clasificar los elementos en sus grupos legítimos.

## Principios
- El yin y el yang son opuestos. Todo tiene su opuesto, aunque este no es absoluto sino relativo, ya que nada es completamente yin ni completamente yang. Por ejemplo, el invierno se opone al verano, aunque en un día de verano puede hacer frío y viceversa.
- El yin y el yang son interdependientes. No pueden existir el uno sin el otro. Por ejemplo, el día no puede existir sin la noche.
- El yin y el yang pueden subdividirse a su vez en yin y yang. Todo aspecto yin o yang puede subdividirse a su vez en yin y yang indefinidamente. Por ejemplo, un objeto puede estar caliente o frío, pero a su vez lo caliente puede estar ardiente o templado y lo frío, fresco o helado.
- El yin y el yang se consumen y generan mutuamente. El yin y el yang forman un equilibrio dinámico: cuando uno aumenta, el otro disminuye. El desequilibrio no es sino algo circunstancial, ya que cuando uno crece en exceso fuerza al otro a concentrarse, lo que a la larga provoca una nueva transformación. Por ejemplo, el exceso de vapor en las nubes (yin) provoca la lluvia (yang).
- El yin y el yang pueden transformarse en sus opuestos. La noche se transforma en día, lo cálido en frío, la vida en muerte. Sin embargo, esta transformación es relativa también. Por ejemplo, la noche se transforma en día, pero a su vez coexisten en lados opuestos de la tierra.
- En el yin hay yang y en el yang hay yin. Siempre hay un resto de cada uno de ellos en el otro, lo que conlleva que el absoluto se transforme en su contrario. Por ejemplo, una semilla enterrada soporta el invierno y renace en primavera.

## Representación gráfica
Gráficamente, el concepto se suele representar mediante un símbolo denominado taijitu, "diagrama del taiji", que no siempre se ha dibujado de la misma manera. En su forma actual más conocida, la parte oscura, normalmente negra, representa el yin y la parte clara, normalmente blanca, el yang. Estas dos partes entrelazadas se denominan en chino ‘peces’ (魚， 鱼， yú). La línea que las separa no es recta, sino sinuosa, representando el equilibrio dinámico entre los dos conceptos y su continua transformación. Los puntos de distinto color simbolizan la presencia de cada uno de los dos conceptos dentro del otro.
Otra manera de representar el yin y yang es con una línea continua (yang) y una partida (yin). Al repetir estas líneas tendríamos cuatro estados (del yin absoluto al yang absoluto pasando por sendos estados intermedios). Si utilizamos tres líneas, obtenemos ocho combinaciones, conocidas como "los ocho trigramas" (八卦, bāguā o Pa Kua), de los que surgen los 64 hexagramas del I Ching.
En la bandera de Corea del Sur se pueden ver cuatro de los ocho trigramas y una representación simplificada del taijitu en rojo y azul.

## Equivalencias en otras religiones o filosofías
Igualmente podemos encontrar directa o indirectamente el concepto de un principio "equivalente" de opuestos complementarios, dependientes e interrelacionados en otras religiones.
En el Hinduismo podemos mencionar los conceptos de Sakti o Prakriti (la energía y la materia), en dualidad con los conceptos de Purusha o Deva (la conciencia y el ser o espíritu) ; aunque a partir de ello siendo atribuidos de manera inversa los conceptos opuestos de pasividad y movimiento, en el cual el movimiento sería atribuido a lo femenino y la "pasividad" a lo masculino.
Este principio  igualmente lo podemos encontrar en la filosofía hermética, presente en los siete principios descritos en el texto del Kybalion.
También podemos encontrar cierta "equivalencia" de este principio en la Teosofía, en la interacción entre los conceptos de la tríada superior y el cuaternario inferior descritos en la constitución septenaria.

## Significado científico

### Dualidad de Poincaré
Shing-Tung Yau una vez comentó: «El yin y el yang del que nos gusta hablar en China es en realidad una simetría geométrica. Hay un concepto llamado dualidad de Poincaré en matemáticas, que en realidad es yin y yang, pero este concepto es mucho más específico que el yin y el yang, como también es cierto y es utilizado en el desarrollo de las matemáticas».

### Mecánica cuántica

El Principio de complementariedad de Niels Bohr en la teoría de la mecánica cuántica y el Taichí en la Orden del Elefante: contraria sunt complementa (Escudo de armas, argén, de Niels Bohr con un taijitu al centro)

Einstein propuso en 1909 que al describir el comportamiento físico de la luz, se debe tener en cuenta su volatilidad y la naturaleza de las partículas. En 1923, Louis-Victor de Broglie asumió que las partículas materiales también tenían dualidad onda-partícula, es decir, la naturaleza dual de las fluctuaciones y las partículas. Esta discusión fue más tarde llamada la hipótesis de De Broglie. En 1927, el Experimento de Davisson-Germer confirmó la hipótesis de De Broglie. Esta serie de desarrollos importantes llevó a Niels Bohr y Heisenberg a centrarse en el estudio de la dualidad de las partículas de onda. Sin embargo, debido a su dificultad, todavía no pudieron encontrar la solución correcta a pesar de la investigación de la lluvia de ideas. En febrero de 1927, Bohr concibió un principio complementario en la curación noruega. Este principio aclara que, en función de diferentes marcos experimentales, las cosas mostrarán la naturaleza dual de la oposición aparente, como la dualidad onda-partícula. Durante el mismo período, Heisenberg también desarrolló el principio de incertidumbre. En el otoño de ese año, Heisenberg fue ascendido a profesor en la Universidad de Leipzig. A partir de abril y durante todo el verano, Oscar Klein fue responsable de dictar su trabajo a Bohr y la revisión del documento sobre el principio de complementariedad. En septiembre del mismo año, en la reunión de Volta celebrada en Como, Italia, Bohr propuso por primera vez el principio de complementariedad. Los problemas filosóficos derivados del nuevo concepto de mecánica cuántica han provocado un amplio debate. A pesar de sus contribuciones a la mecánica cuántica, Einstein ha planteado muchas críticas a estos nuevos conceptos. El principio de complementariedad no es una excepción. Einstein y Bohr más tarde presentaron argumentos prolongados sobre estos temas hasta que Einstein falleció.
Con el final de la Segunda Guerra Mundial, Bohr regresó a Copenhague el 25 de agosto de 1945 y fue reelegido como Presidente de la Real Academia Danesa de Ciencias el 21 de septiembre. El 17 de octubre de 1947, en el servicio conmemorativo de Christian X, el rey Federico IX anunció el premio de la Medalla del Elefante a Bohr. Por lo general, solo los miembros reales y los jefes de Estado pueden ganar este honor. El rey dijo que este honor no solo se otorga individualmente a Bohr, sino también a toda la comunidad científica danesa. Bohr diseñó su propio escudo de armas, el cual va acompañado de un diagrama de taijitu y el lema "los opuestos se complementan" en latín: contraria sunt complementa.

### El Yin y el Yang en el universo
En el cosmos también podemos observar la dinámica del yin y el yang. Los sistemas orbitales están sujetos a dos fuerzas en equilibrio: la Gravedad y la fuerza centrífuga. Yang está asociado a la Gravedad, lo que implica contracción y se dirige hacia el centro, también conocida como fuerza centrípeta. Por otro lado, el yin está asociado a la fuerza centrífuga producida por la velocidad de las masas que giran alrededor del núcleo, lo que implica expansión, es decir, desde el centro hacia el exterior. El yin extremo es una explosión, el yang extremo es un colapso.

## Aplicaciones
La doctrina del yin y el yang puede aplicarse a todos los conceptos existentes.
Se puede aplicar el concepto al fluir del tiempo. Por ejemplo, el mediodía, cuando el sol se encuentra en lo más alto, es completamente yang; la medianoche es completamente yin; el atardecer sería el yang transformándose en yin y el amanecer el yin transformándose en yang. También se puede aplicar a las estaciones: el verano es yang, el invierno es yin; el otoño es yang transformándose en yin y la primavera yin transformándose en yang.
También se puede aplicar a las direcciones: el norte es yang, el sur yin; el oeste yin que se transforma en yang y el este yang que se transforma en yin.
También se usa en el tratamiento de las enfermedades según las medicinas tradicionales asiáticas, en las que con frecuencia se contrarrestan determinados síntomas con tratamientos regidos por el concepto opuesto. Por ejemplo, el enfriamiento, un síntoma yin, sería tratado con comidas calientes, que son yang; una crisis nerviosa, yang, sería tratada con comidas frías (como frutas), que son yin. Además cuando tratan un exceso de yin o de yang, tienen siempre en cuenta la posibilidad de la existencia de una deficiencia del polo opuesto. En caso de yin deficiente, se puede tonificar el yin para que, una vez reforzado, ejerza su acción inhibidora sobre el yang.
Asimismo, la doctrina podría aplicarse a todo tipo de dualidades.
El yin y el yang también se pueden aplicar a algo que los orientales realizan mucho y son las artes marciales, las cuales al ritmo del dibujo del yin-yang puede hacerse musculación y estiramientos para mejorar la flexibilidad.
Consiste en trabajar primero rotando en el sentido de las agujas del reloj dibujando el círculo del yin-yang y su media circunferencia en forma de "S" con lo cual hay que repetirlo dos veces tanto al compás de las agujas del reloj como en sentido contrario.
Con todo ello se trabaja la energía que fluye por nuestro cuerpo y calienta las articulaciones interiores y las envuelve en un calor permanente, podemos saber si realizamos bien los ejercicios porque en las manos se muestra en forma de calor.